# Stefan Skrzyński
Stefan Skrzyński (ur. 1866, zm. 23 sierpnia 1935 w Krakowie) – właściciel dóbr, marszałek Rady Powiatowej krakowskiej, prezes Kasy Oszczędnościowej w Krakowie, prezes Towarzystwa Wzajemnych Ubezpieczeń, poseł na Sejm Krajowy Galicji IX i X kadencji (1912-1914), prezes Towarzystwa Ubezpieczeń „Florianka”, prezes Towarzystwa Kredytowego Ziemskiego we Lwowie.

## Życiorys
Był właścicielem dóbr Karniowice, które nabył w 1895 roku. W 1912 roku wybrany posłem w wyborach uzupełniających do Sejmu Krajowego Galicji IX kadencji z obwodu krakowskiego z I kurii na miejsce Józefa Milewskiego. W 1913 roku wybrany ponownie posłem X kadencji. W 1903 roku wybrany do Rady powiatowej krakowskiej, potem jej wiceprezes i prezesem(1910-1918). W latach 30. XX wieku był jednym z założycieli Towarzystwa Ubezpieczeniowego „Florianka”.
2 maja 1923 został odznaczony Krzyżem Oficerskim Orderu Odrodzenia Polski „za zasługi, położone na polu pracy obywatelskiej”.
Pochowany na cmentarzu Rakowickim w Krakowie (kwatera S delta-wsch.).

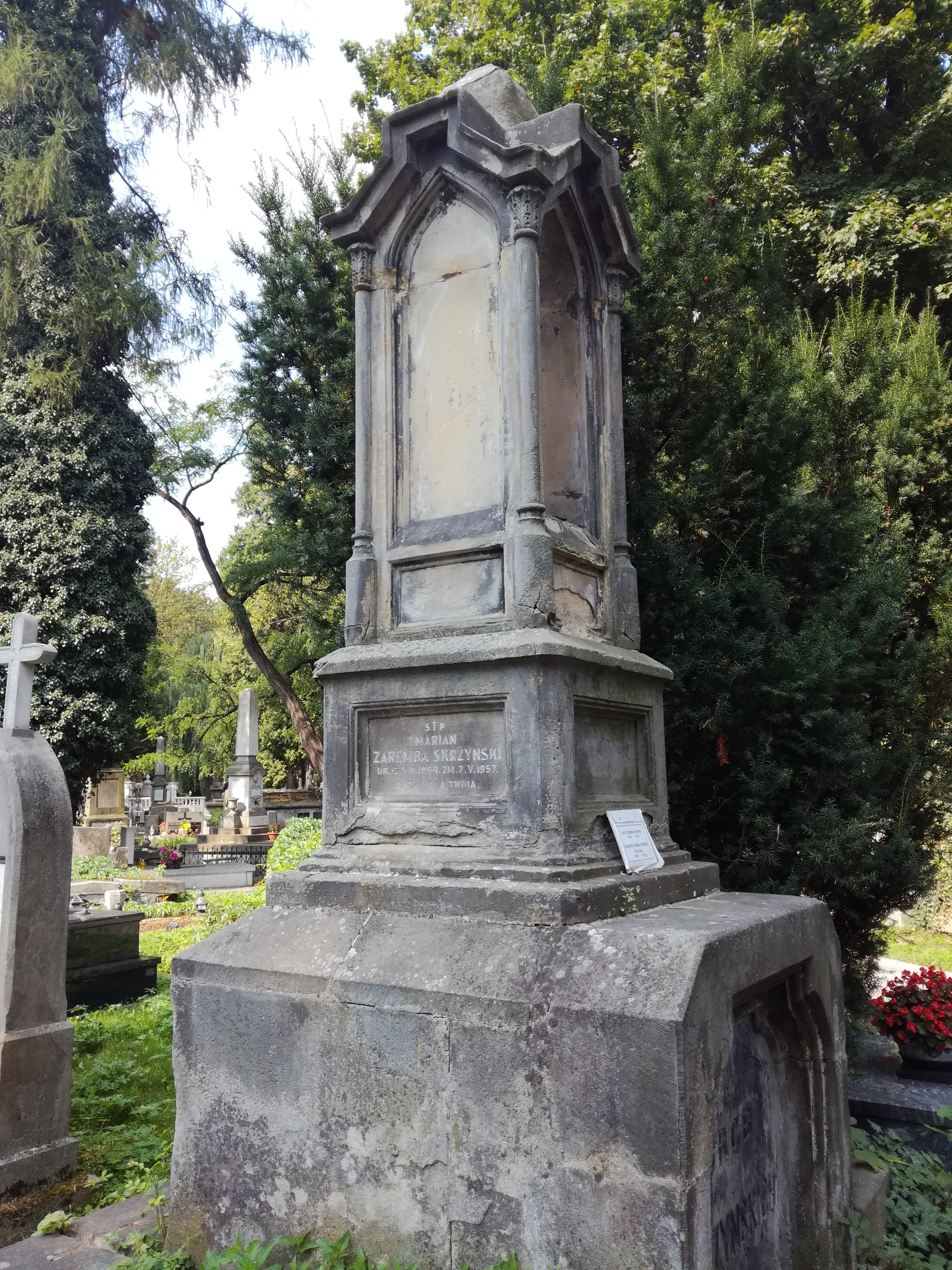
Grób Stefana Skrzyńskiego na cmentarzu Rakowickim